# Bonham (gruppo musicale)
I Bonham furono un gruppo heavy metal fondato da Jason Bonham, figlio del batterista dei Led Zeppelin John Bonham.

## Storia
Jason Bonham, dopo aver partecipato ad alcuni gruppi, nel 1988 decise di formare una propria band. Inizialmente pensò a Wolf Chris Ousey ma gli preferì il canadese Daniel McMaster a cui si aggiunsero il bassista/tastierista John Smithson e il chitarrista Ian Hatton. Il nome fu il noto cognome del leader: i Bonham.
Nel 1989 registrarono The Disregard of Timekeeping con cui ottenne l'oro grazie ai singoli Wait For You" e Guilty, piazzandosi al nº 38 della classifica di Billboard. Le copie vendute furono circa 750 000.
Nel 1992 i Bohnam pubblicarono il secondo album intitolato Mad Hatter poi, con il nuovo cantante Marti Frederiksen, Bonham decise di cambiare nome al gruppo in Motherland e nel 1996 si pensò ad un nuovo gruppo: i Jason Bonham Band.

## Formazione
- Daniel MacMaster - voce
- Ian Hatton - chitarra
- John Smithson - basso, tastiere
- Jason Bonham - batteria, percussioni

## Discografia
Album in studio
- 1989 - The Disregard of Timekeeping
- 1992 - Mad Hatter

Singoli
- 1989 - Wait for You
- 1990 - Guilty
- 1992 - Change of a Season